# Krknjaš Veli
Koordinati:   43°26′19″N, 16°10′34″E
Krknjaš Veli je majhen nenaseljen otoček v Jadranskem morju; pripada Hrvaški.
Krknjaš Veli leži južno od otočka Krknjaš Mali in vzhodno od otoka Drvenik Veli, od katerega je oddaljen okoli 0,6 km. Površina otočka meri 0,097 km². Dolžina obalnega pasu je 1,32 km. Najvišji vrh je visok 14 mnm.